# Азовская кампания

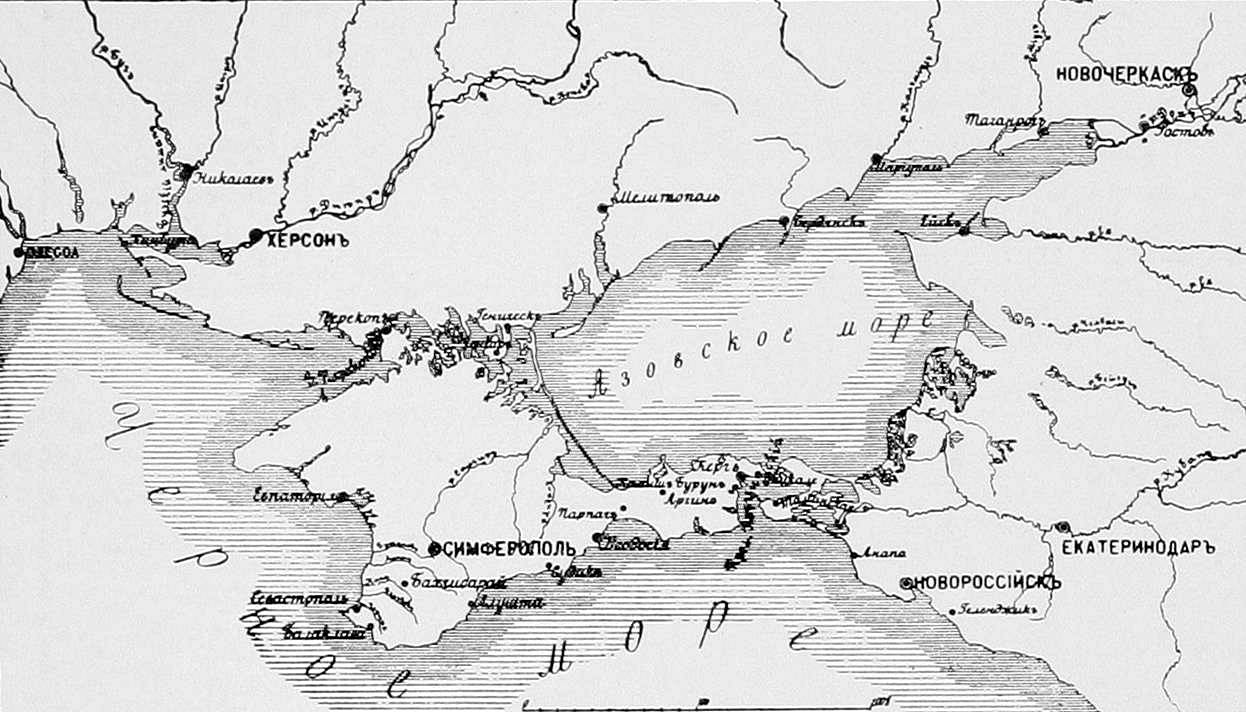
Крымский театр военных действий
Карта из статьи «Восточная война 1853—56 гг.»
(«Военная энциклопедия Сытина»)

Азовская кампания — боевые действия англо-французского флота против российских городов побережья Азовского моря в ходе Крымской войны.

## Предпосылки
Весной 1855, поскольку Крымская война тянулась уже второй год, британцы и французы решили начать операцию в Азовском море. Они считали, что она позволит им изолировать Крым от России и препятствовать поставке вооружения и продовольствия.
12 (24) мая 1855 года англо-французский флот из 57 кораблей, 11 плавбатарей и нескольких десятков мелких судов вошел в Керченский пролив. На его борту находилось 16-тысячное войско. Противник занял Керчь. Русские силы в восточной части Крыма под командованием генерала Карла Врангеля (около 10 тыс. чел.), растянутые по побережью, не оказали десантникам никакого сопротивления. 
Русская Азовская флотилия, охранявшая Керченский пролив, из-за своей малочисленности и слабости не могла противостоять мощному вражескому флоту. Её командующий, контр-адмирал Н. П. Вульф принял решение уничтожить большую часть своих судов, а на четырёх уйти в Азовское море.
Захват побережий Керченского пролива давал возможность англо-французскому флоту войти в Азовское море, нанести удар по базам снабжения русских войск продовольствием, военным снаряжением, людскими резервами, прекратить с ними морские сообщения Крыма, создать угрозу сухопутным коммуникациям Крыма с Россией через Арабатскую Стрелку и Чонгарский мост, проникнуть в низовье Дона и нанести удар по основной операционной линии на Кавказе, приступить к активным боевым действиям на Таманском полуострове и оказанию помощи турецким войскам на Северо-Западном Кавказе, овладеть всем Керченским полуостровом и, используя его ресурсы, а также продовольственные запасы, сосредоточенные в портах Приазовья, улучшить снабжение своих войск в Крыму.

## Первый рейд
14 (26) мая 1855 года «лёгкая эскадра» в составе от 16 до 20 вымпелов (флагман en:HMS Miranda (1851)), ворвалась в Азовское море. Эскадра совершила неудачное для неё нападение на крепость Арабат, 15 (27) мая эскадра не найдя российских войск, сожгла продовольственные склады в Бердянске, 16 (28) мая разгромила Геническ, однако пробиться к Чонгару противнику не удалось. 22 мая (3 июня) эскадра показалась вблизи Таганрога. После того как местный русский гарнизон отклонил ультиматум, город подвергся обстрелу со стороны британских корабельных орудий. На баркасах на берег было переправлено около 300 десантников, однако русскому гарнизону удалось отбить атаку. 24 мая (5 июня) подвергла продолжительному обстрелу Мариуполь.
25 мая (6 июня) эскадра из 18 кораблей появилась у Ейска, вызвав панику местного населения. На берег высадился англо-французский десант и поджег продовольственные склады русской армии. 27 мая (8 июня) англо-французский флот намеревался высадить десант в Темрюке, однако подоспевший русский отряд и начавшийся шторм воспрепятствовали этому.

## Второй рейд
Второй раз «Лёгкая эскадра» в составе 15 кораблей (флагман шлюп «Везувий») входит в Азовское море 9 июня. Командует флотом командер Шерард Осборн. Эскадра движется вдоль Арбатской стрелки. К 16 июню британский флот достигает Геническа. C 5 (17) по 11 (23) июля англо-французская эскадра из 12 кораблей обстреливала Бердянск. 12 (24) июля британская эскадра восточнее Мариуполя потеряла канонерскую лодку «Джаспер»

## Третий рейд
Третий вход эскадры в Азовское море пришёлся на 4 августа. На этот раз её состав уменьшился до 5 судов. 31 августа британская эскадра атаковала Мариуполь. 22 октября (3 ноября), 8 кораблей британской эскадры (капитан Шерерд Осборн) появилась вблизи Ейска. Один отряд атаковал населенный пункт Глафировка, уничтожив продовольственные склады. 6 ноября был атакован и сам Ейск, который защищали небольшие группы казаков.